# Difracció d'electrons d'alta energia per reflexió

Figura 1. Configuració sistemàtica del canó d'electrons, la mostra i els components del detector/CCD d'un sistema RHEED. Els electrons segueixen el camí indicat per la fletxa i s'acosten a la mostra amb l'angle θ. La superfície de la mostra difracta els electrons i alguns d'aquests electrons difractats arriben al detector i formen el patró RHEED. El feix reflectit (especular) segueix el camí des de la mostra fins al detector.

La difracció d'electrons d'alta energia per reflexió (amb acrònim anglès RHEED) és una tècnica utilitzada per caracteritzar la superfície de materials cristal·lins. Els sistemes RHEED només recullen informació de la capa superficial de la mostra, cosa que distingeix RHEED d'altres mètodes de caracterització de materials que també es basen en la difracció d'electrons d'alta energia. La microscòpia electrònica de transmissió, un altre mètode comú de difracció d'electrons, mostra la major part de la mostra a causa de la geometria del sistema. La difracció d'electrons de baixa energia (LEED) també és sensible a la superfície, però LEED aconsegueix la sensibilitat superficial mitjançant l'ús d'electrons de baixa energia.
Un sistema RHEED requereix una font d'electrons (pistola), una pantalla detector fotoluminescent i una mostra amb una superfície neta, tot i que els sistemes RHEED moderns tenen peces addicionals per optimitzar la tècnica. El canó d'electrons genera un feix d'electrons que colpeja la mostra amb un angle molt petit respecte a la superfície de la mostra. Els electrons incidents es difracten dels àtoms a la superfície de la mostra i una petita fracció dels electrons difractats interfereixen constructivament en angles específics i formen patrons regulars al detector. Els electrons interfereixen segons la posició dels àtoms a la superfície de la mostra, de manera que el patró de difracció al detector és una funció de la superfície de la mostra. La figura 1 mostra la configuració més bàsica d'un sistema RHEED.
A la configuració RHEED, només els àtoms de la superfície de la mostra contribueixen al patró RHEED. L'angle de mira dels electrons incidents els permet escapar de la major part de la mostra i arribar al detector. Els àtoms de la superfície de la mostra difracten (escampen) els electrons incidents a causa de les propietats ondulatòries dels electrons.